# 플뢰리 메로지 교도소

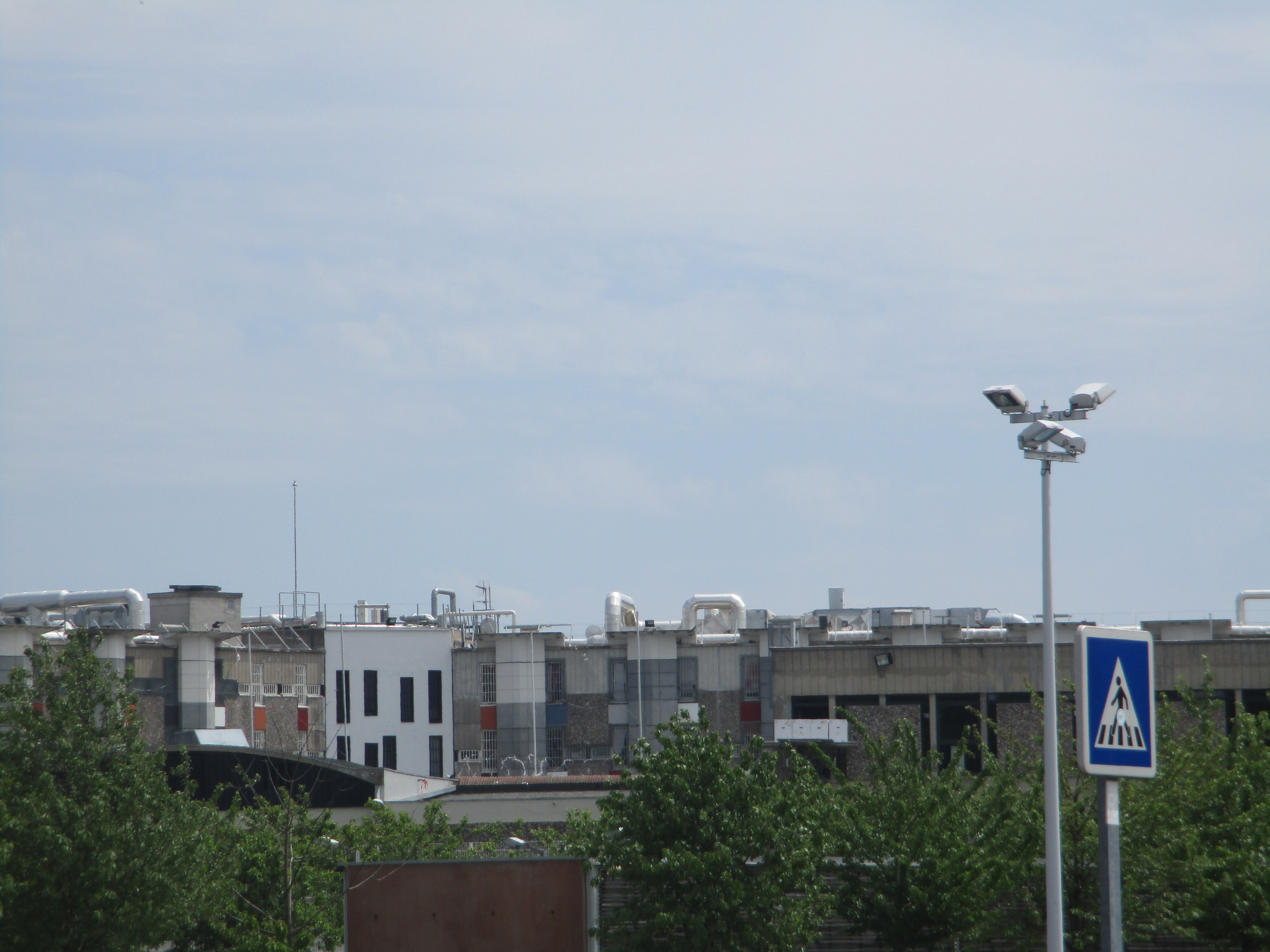

플뢰리 메로지 교도소(프랑스어: Maison d'arrêt de Fleury-Mérogis, 영어: Fleury-Mérogis Prison)는 프랑스 파리의 교도소이다. 3,800명을 수감할 수 있는 유럽 최대의 교도소이다.

## 소설 속에서의 모습
베르나르 베르베르의 장편소설 <타나타노트>에 등장하는, 라울 라조르박과 아망딘 발뤼스, 그리고 미카엘 팽송이 타나토노트 초기 시절 임상 지원자를 찾는데 주 대상이 되었던 교도소. 참고로 이 교도소는 타나타노트에 대해 부정적인 인식을 가지고 있어서 이곳의 교도소장이 이 실험의 잔혹성을 세상에 폭로하기도 한다.